# Villa Castelvecchio
Villa Castelvecchio si trova nella frazione di Ponte a Signa, nel comune di Lastra a Signa.

## Storia e descrizione
Fu costruita nel corso del XVIII secolo come casa colinica, nel mezzo di terreni agricoli sulle sponde del fiume Arno, vicino al porticciolo della frazione lastrigiana. Nel 1819 venne comprata dell'imprenditore lastrigaino Pasquale Benini, futuro fondatore del Nuovo Pignone, in seguito alla crescita in maniera vertiginosa dei guadagni della manifattura e fabbrica Benini di cappelli di paglia, quella che era in quegli anni la sua principale attività. Si trasferì allora nella sua nuova residenza, che fece ampliare dandole l'aspetto attuale, prima di trasferirsi a Firenze alla fine degli anni '20. In seguito all'urbanizzazione della zona ha perso la sua posizione isolata caratteristica delle case coloniche.